# Eumacronychia alternata
Eumacronychia alternata är en tvåvingeart som beskrevs av Henry J. Reinhard 1939. Eumacronychia alternata ingår i släktet Eumacronychia och familjen köttflugor. Inga underarter finns listade i Catalogue of Life.